# Marilyn Manson
Brian Hugh Warner (bolj poznan kot Marilyn Manson), ameriški glasbenik in slikar, * 5. januar 1969, Canton, Ohio.
Manson je poznan kot vsestranski umetnik in je zaščitni znak in glavni pevec istoimenske skupine. Njegovo umetniško ime je sestavljeno iz imena igralke Marilyn Monroe in priimka Charlesa Mansona, znanega ameriškega serijskega morilca, ozirajoč se na ameriški dualizem (po eni strani lep videz države, t. i. American Dream (ameriške sanje), na drugi strani pa vsa beda in umazanija, ki jo ob tem Amerika premore).

## Življenjepis

### Mladost
Manson je bil rojen v mestu Canton, v ameriški zvezni državi  Ohio materi Barb Wyer in očetu Hughu Warnerju. Njegov oče je bil katolik, mati pa anglikanka (Ameriška anglikanska cerkev). Mansona so vzgajali v materini veri , obiskoval je šolo z imenom »Heritage Christian School«, od tod pa je šolanje nadaljeval na srednji šoli z imenom »Cardinal Gibbons High School« (Srednja šola kardinala Gibbonsa), ki jo je zaključil v letu 1987. Leta 1990 je bil Warner študent na fakulteti Broward Community College, pisal diplomo iz novinarstva in si nabiral izkušnje v novinarstvu s pisanjem člankov o glasbi za revijo South Florida lifestyle magazine, 25th Parallel. Pri tem delu je srečeval številne glasbenike, s katerimi so kasneje primerjali njegov bend, vključujoč skupino My Life With the Thrill Kill Kult in Trenta Reznorja iz skupine Nine Inch Nails.

## Diskografija
- Portrait of an American Family (1994)
- Smells Like Children (1995)
- Antichrist Superstar (1996)
- Remix & Repent (1997)
- Mechanical Animals (1998)
- The Last Tour on Earth (1999)
- Holy Wood (In the Shadow of the Valley of Death) (2000)
- The Golden Age of Grotesque (2003)
- Lest We Forget (album) (2004)
- Eat Me, Drink Me (2007)
- The High End of Low (2009)
- Born Villain (2012)
- The pale emperor (2015)
- Heaven Upside Down (2017)
- We Are Chaos (2020)
- One Assassination Under God - Chapter 1 (2024)

## Knjige
- The Long Hard Road Out of Hell (1998), avtobiografija.
- Holy Wood (knjiga) - nerealizirana

## Filmski projekti
- Doppelherz (2003)
- Phantasmagoria: The Visions of Lewis Carroll (v izdelavi)